# Alpha Diallo (basket-ball)
Pour les articles homonymes, voir Diallo et Alpha Diallo.
Alpha Saliou Diallo, né le 29 juin 1997, à New York, dans État de New York, est un joueur américano-guinéen de basket-ball. Il mesure 2,01 m et évolue au poste d'ailier.

## Biographie

### Carrière universitaire
Entre 2016 et 2020, il joue pour les Friars de Providence au Providence College.
Automatiquement éligible à la draft 2020 de la NBA, il n'est pas sélectionné.

### Carrière professionnelle

#### G.S. Lavrio B.C. (2020-2021)
Le 9 septembre 2020, Diallo signe son premier contrat professionnel en Grèce, au G.S. Lavrio B.C. (en).
Durant sa très bonne saison 2020-2021, où l'équipe grecque a accédé aux finales du championnat pour la première fois, Diallo a des moyennes de 12,6 points, 5,5 rebonds, 2 passes décisives et 1,3 interception par match.

#### AS Monaco (depuis 2021)
Durant l'été 2021, il participe à la NBA Summer League de Las Vegas avec les Suns de Phoenix.
Le 24 juillet 2021, Diallo signe un contrat de trois ans avec le tenant du titre grec et équipe d'EuroLeague du Panathinaïkos.
Toutefois, le 30 août, il signe en France avec l'AS Monaco.
Le 18 mai 2022, il est nommé dans le meilleur cinq majeur du championnat 2021-2022. Diallo aide Monaco à accéder aux finales de Jeep Élite mais son équipe s'incline contre LDLC ASVEL.
Le 20 juillet 2022, il prolonge son contrat de trois ans avec Monaco.

## Palmarès

### Universitaire
- 2× Second-team All-Big East en 2019 et 2020

### En club
Monaco :
- Champion de France en 2023 et 2024
- Vainqueur de la Coupe de France en 2023

### Distinctions personnelles
- Nommé dans le meilleur cinq majeur de Betclic Élite en 2022 et 2025

## Statistiques

### Universitaires
| Saison    | Équipe     | Matchs | Titul. | Min./m | % Tir | % 3pts | % LF | Rbds/m. | Pass/m. | Int/m. | Ctr/m. | Pts/m. |
| --------- | ---------- | ------ | ------ | ------ | ----- | ------ | ---- | ------- | ------- | ------ | ------ | ------ |
| 2016-2017 | Providence | 33     | 16     | 21,4   | 40,7  | 24,3   | 73,8 | 3,18    | 1,18    | 0,88   | 0,15   | 5,73   |
| 2017-2018 | Providence | 32     | 31     | 30,7   | 46,6  | 21,4   | 73,3 | 6,59    | 2,28    | 1,00   | 0,28   | 13,22  |
| 2018-2019 | Providence | 34     | 34     | 35,4   | 42,0  | 33,3   | 67,4 | 8,12    | 3,12    | 1,65   | 0,50   | 15,97  |
| 2019-2020 | Providence | 31     | 30     | 32,7   | 41,4  | 31,3   | 63,2 | 7,77    | 2,48    | 1,55   | 0,94   | 14,06  |
| Carrière  | Carrière   | 130    | 111    | 30,1   | 42,0  | 29,1   | 68,4 | 6,41    | 2,27    | 1,27   | 0,46   | 12,24  |